# HD 4308 b
HD 4308 b är en Jupiterlik exoplanet som kretsar kring stjärnan HD 4308. Den kretsar mycket nära sin sol, endast 0,118 AU ifrån den, så planeten måste ha en mycket varm atmosfär. Planeten upptäcktes 2005. Den har en massa som är endast bråkdelen av Jupiters.
| Planet    | Massa      | Halv storaxel (AE) | Siderisk omloppstid (d) | Excentricitet | Inklination | Radie |
| --------- | ---------- | ------------------ | ----------------------- | ------------- | ----------- | ----- |
| HD 4308 b | >0,0442 MJ | 0,118±0,009        | 15,609±0,007            | 0,27±0,12     | –           | –     |